# Time Machine (software)
Time Machine is een back-upapplicatie, ontwikkeld door Apple dat sinds versie 10.5 van Mac OS X deel uitmaakt van Apples desktopbesturingssysteem. Het programma is gemaakt om samen te werken met Time Capsule-harde schijven van Apple, en is daarnaast geschikt voor gebruik met andere externe of interne harde schijven.

## Eigenschappen
Time Machine maakt periodieke back-ups, die de gebruiker later kan gebruiken om bestanden te herstellen. Het is mogelijk om het gehele systeem, een aantal bestanden of een enkel bestand te herstellen. Het werkt samen met andere programma's van Apple, zoals tekstverwerker Pages, of fotoprogramma iPhoto, waardoor de gebruiker bestanden zoals foto's en documenten kan herstellen zonder deze programma's te verlaten.
Voor harde schijven die op een netwerk aangesloten zijn is het mogelijk om draadloos een back-up te maken. Het programma slaat voor de laatste vierentwintig uur ieder uur een back-up op, een dagelijkse back-up voor de laatste maand, en wekelijkse back-ups voor iedere maand totdat de schijf vol geraakt.

## Gebruikersinterface
De gebruikersinterface van Time Machine is gebouwd op de Core Animation-API. Wanneer het programma gestart wordt, plaatst het het actieve venster van bestandsbeheerprogramma Finder of een ander programma voor een achtergrond van een sterrenhemel. Achter het huidige venster staan de versies uit het verleden opgesteld in een rij, met de meest recente versie vooraan en de oudste versie achteraan. De gebruiker kan door de lijst scrollen en vergelijken hoe de map of het bestand er in het verleden uitzag. De gebruiker kan hier beslissen een oude versie terug te zetten.

## Eisen
Het programma stelt een aantal eisen aan harde schijven, voordat deze schijven met Time Machine kunnen werken. De officieel ondersteunde mogelijkheden zijn.
- Een harde schijf waar geen besturingssysteem van opstart, die intern in het systeem zitten, of verbonden zijn via wifi, usb of firewire. De schijf moet geformatteerd zijn als Journaled HFS+.
- Een map binnen een andere Mac-computer op hetzelfde netwerk. Deze Mac moet minimaal 10.5 Leopard draaien.[3]
- Een schijf die door een Time Capsule module wordt gedeeld.